# John Curry
John Clifford Curry, född 27 februari 1984, är en amerikansk professionell ishockeymålvakt som tillhör NHL–organisationen Minnesota Wild och spelar för Iowa Wild i AHL. Han har tidigare spelat för Pittsburgh Penguins i NHL; Wilkes-Barre/Scranton Penguins och Houston Aeros i AHL; Las Vegas Wranglers, Wheeling Nailers och Orlando Solar Bears i ECHL; Hamburg Freezers i DEL och Boston University Terriers i NCAA.
Curry blev aldrig draftad av någon NHL–organisation.

## Statistik
M = Matcher, V = Vinster, F = Förluster, O = Oavgjorda, ÖF = Förluster på övertid eller straffar, MIN = Spelade minuter, IM = Insläppta Mål, N = Hållit nollan, GIM = Genomsnitt insläppta mål per match, R% = Räddningsprocent

### Grundserie
| Källa: Uppdaterad: 2014-04-06 | Källa: Uppdaterad: 2014-04-06 | Källa: Uppdaterad: 2014-04-06 | Källa: Uppdaterad: 2014-04-06 | Källa: Uppdaterad: 2014-04-06 | Källa: Uppdaterad: 2014-04-06 | Källa: Uppdaterad: 2014-04-06 | Källa: Uppdaterad: 2014-04-06 | Källa: Uppdaterad: 2014-04-06 | Källa: Uppdaterad: 2014-04-06 | Källa: Uppdaterad: 2014-04-06 | Källa: Uppdaterad: 2014-04-06 | Källa: Uppdaterad: 2014-04-06 |  |
| Säsong                        | Lag                           | Liga                          | M                             | V                             | F                             | O                             | ÖF                            | MIN                           | IM                            | N                             | GIM                           | R%                            |  |
| ----------------------------- | ----------------------------- | ----------------------------- | ----------------------------- | ----------------------------- | ----------------------------- | ----------------------------- | ----------------------------- | ----------------------------- | ----------------------------- | ----------------------------- | ----------------------------- | ----------------------------- |  |
| 2003–2004                     | Boston University Terriers    | NCAA                          | 1                             | 0                             | 0                             | 0                             | —                             | 5                             | 0                             | 0                             | 0.00                          | 1.000                         |  |
| 2004–2005                     | Boston University Terriers    | NCAA                          | 33                            | 18                            | 11                            | 3                             | —                             | 1949                          | 65                            | 3                             | 2.00                          | .922                          |  |
| 2005–2006                     | Boston University Terriers    | NCAA                          | 37                            | 24                            | 8                             | 4                             | —                             | 2166                          | 81                            | 3                             | 2.24                          | .918                          |  |
| 2006–2007                     | Boston University Terriers    | NCAA                          | 36                            | 17                            | 10                            | 8                             | —                             | 2154                          | 72                            | 7                             | 2.01                          | .928                          |  |
| 2007–2008                     | Las Vegas Wranglers           | ECHL                          | 6                             | 4                             | 1                             | 0                             | —                             | 342                           | 16                            | 0                             | 2.81                          | .905                          |  |
|                               | W-B/Scranton Penguins         | AHL                           | 40                            | 24                            | 12                            | 3                             | —                             | 2343                          | 87                            | 3                             | 2.23                          | .915                          |  |
|                               | Wheeling Nailers              | ECHL                          | 1                             | 0                             | 1                             | 0                             | —                             | 60                            | 4                             | 0                             | 4.00                          | .867                          |  |
| 2008–2009                     | Pittsburgh Penguins           | NHL                           | 3                             | 2                             | 1                             | —                             | 0                             | 150                           | 6                             | 0                             | 2.40                          | .913                          |  |
|                               | W-B/Scranton Penguins         | AHL                           | 50                            | 33                            | 15                            | 1                             | —                             | 2996                          | 119                           | 4                             | 2.38                          | .916                          |  |
| 2009–2010                     | Pittsburgh Penguins           | NHL                           | 1                             | 0                             | 1                             | —                             | 0                             | 24                            | 5                             | 0                             | 12.50                         | .643                          |  |
|                               | W-B/Scranton Penguins         | AHL                           | 46                            | 23                            | 19                            | 2                             | —                             | 2657                          | 127                           | 1                             | 2.87                          | .891                          |  |
| 2010–2011                     | W-B/Scranton Penguins         | AHL                           | 41                            | 23                            | 13                            | 0                             | —                             | 2239                          | 91                            | 2                             | 2.44                          | .905                          |  |
| 2011–2012                     | Hamburg Freezers              | DEL                           | 42                            | 22                            | 20                            | 0                             | —                             | 2504                          | 114                           | 3                             | 2.73                          | .917                          |  |
| 2012–2013                     | Orlando Solar Bears           | ECHL                          | 32                            | 17                            | 11                            | 2                             | —                             | 1776                          | 83                            | 0                             | 2.80                          | .910                          |  |
|                               | Houston Aeros                 | AHL                           | 1                             | 0                             | 0                             | 1                             | —                             | 65                            | 1                             | 0                             | 0.92                          | .969                          |  |
| 2013–2014                     | Iowa Wild                     | AHL                           | 19                            | 7                             | 9                             | 2                             | —                             | 1101                          | 48                            | 1                             | 2.62                          | .920                          |  |
|                               | Orlando Solar Bears           | ECHL                          | 13                            | 10                            | 2                             | 0                             | —                             | 767                           | 34                            | 0                             | 2.66                          | .917                          |  |
| NHL totalt                    | NHL totalt                    | NHL totalt                    | 4                             | 2                             | 2                             | —                             | 0                             | 174                           | 11                            | 0                             | 3.79                          | .868                          |  |
| AHL totalt                    | AHL totalt                    | AHL totalt                    | 198                           | 110                           | 68                            | 9                             | —                             | 11401                         | 473                           | 11                            | 2.24                          | .919                          |  |
| ECHL totalt                   | ECHL totalt                   | ECHL totalt                   | 52                            | 31                            | 15                            | 2                             | —                             | 2945                          | 137                           | 0                             | 3.06                          | .899                          |  |
| DEL totalt                    | DEL totalt                    | DEL totalt                    | 42                            | 22                            | 20                            | 0                             | —                             | 2504                          | 114                           | 3                             | 2.73                          | .917                          |  |
| NCAA totalt                   | NCAA totalt                   | NCAA totalt                   | 107                           | 59                            | 29                            | 15                            | —                             | 6274                          | 218                           | 13                            | 1.56                          | .942                          |  |

### Slutspel
| 2007–2008  | W-B/Scranton Penguins | AHL        | 23 | 14 | 9  | 1358 | 64 | 1 | 2.83 | .899 |
| 2008–2009  | W-B/Scranton Penguins | AHL        | 7  | 4  | 3  | 393  | 22 | 0 | 3.36 | .885 |
| 2009–2010  | W-B/Scranton Penguins | AHL        | 3  | 0  | 3  | 176  | 9  | 0 | 3.07 | .908 |
| 2011–2012  | Hamburg Freezers      | DEL        | 5  | 1  | 4  | 278  | 15 | 0 | 3.24 | —    |
| AHL totalt | AHL totalt            | AHL totalt | 33 | 18 | 15 | 1927 | 95 | 1 | 2.96 | .897 |
| DEL totalt | DEL totalt            | DEL totalt | 5  | 1  | 4  | 278  | 15 | 0 | 3.24 | —    |